# Heterhydrus
Heterhydrus es un género de coleópteros adéfagos  perteneciente a la familia Dytiscidae. 

## Especies seleccionadas
- Heterhydrus agaboides	Fairm 1869
- Heterhydrus adipatus	Guignot 1952
- Heterhydrus ghanensis	Wewalka 1980
- Heterhydrus sudanensis	Zimmermann 1927